# Grand Prix Pino Cerami 1990
Il Grand Prix Pino Cerami 1990, ventisettesima edizione della corsa, si svolse il 6 aprile su un percorso con partenza e arrivo a Wasmuel. Fu vinto dal britannico Maximilian Sciandri della Carrera-Vagabond davanti al belga Andrei Tchmil e al danese Søren Lilholt.

## Ordine d'arrivo (Top 10)
| Pos. | Corridore           | Squadra                           | Tempo    |
| ---- | ------------------- | --------------------------------- | -------- |
| 1    | Maximilian Sciandri | Carrera-Vagabond                  | 5h23'00" |
| 2    | Andrei Tchmil       | Alfa Lum                          | s.t.     |
| 3    | Søren Lilholt       | Histor-Sigma                      | s.t.     |
| 4    | Patrick Jacobs      | TVM-Yoko                          | s.t.     |
| 5    | Kurt Van Keirsbulck | Isoglass-Garden Wood-Tonissteiner | s.t.     |
| 6    | Martial Gayant      | Toshiba                           | s.t.     |
| 7    | Luc Govaerts        | Westwood-Ibea                     | s.t.     |
| 8    | Patrick Verschueren | Lotto-Superclub                   | s.t.     |
| 9    | Jan Bogaert         | La William-Saltos-Fodua-Euroclean | s.t.     |
| 10   | Jan Siemons         | TVM-Yoko                          | s.t.     |